# Go-Fukakusa
L'empereur Go-Fukakusa (後深草天皇, Go-Fukakusa tennō, 28 juin 1243 – 17 août 1304) était le 89e empereur du Japon, selon l'ordre traditionnel de la succession, et a régné du 16 février 1246 au 9 janvier 1260. Son nom personnel était Hisahito (久仁). Il doit son nom de règne à sa tombe, située dans le quartier Fukakusa de Kyōto.

## Généalogie
Il était le quatrième fils de l'empereur Go-Saga, son prédécesseur. Sa mère était Fujiwara (Saionji) no Kisshi (Omiya In). Il eut de nombreux enfants, parmi lesquels le futur empereur Fushimi et le prince Hisaaki, huitième shogun de Kamakura.
Impératrice et Consorts :
- Fujiwara no Koshi °1232 †1304, fille de Fujiwara (Saionji) Saneuji et de Fujiwara no Teishi ; tante maternelle de son époux ; présentée en 1256 ; impératrice en 1257 ; titrée Higashinijo In ; mère de :
  - Seconde fille : Princesse Reishi °1270 †1327 ; impératrice de Go Uda ; titrée Yugimon In en 1298
- Fujiwara no Inshi °1246 †1329 ; fille de Fujiwara (Toin) no Saneo ; titrée Higashi no Onkata ; titrée Genkimon In ; mère de :
  - Second fils : Prince Hirohito °1265 †1317 (empereur Fushimi)
  - Troisième fils : Prince, moine bouddhiste
- Fujiwara no Boshi, fille de Fujiwara (Sanjō) no Kinchika ; titrée Mikushigedono ; mère de 
  - Cinquième fils : prince Gyokaku ; moine bouddhiste
  - Sixième fils : Prince Hisaakira °1276 †1328 ; Shogun 1289-1308
  - Neuvième fils : Prince ; moine bouddhiste

D'autres épouses :
- Princesse Enshi °1268 †1352 ; impératrice honoraire en 1294 ; titrée Yotokumon In en 1306

## Biographie
Go-Fukakusa devient empereur en 1246, à l'âge de deux ans, à la suite de l'abdication de son père Go-Saga, qui commence alors son règne d'empereur retiré.
En 1260, forcé par Go-Saga, il abdique à son tour, à l'âge de quinze ans, en faveur de son jeune frère, l'empereur Kameyama.
Après l'intronisation de l'empereur Go-Uda, Go-Fukasaka, par l'entremise de Saionji Sanekane, négocie avec le Bakufu pour que son fils Hirohito soit nommé prince héritier, ce qui conduit par la suite à un règne par alternance entre les deux lignées du Jimyōin-tō (les descendants de Go-Fukakusa) et du Daikakuji-tō (les descendants de Kameyama).
En 1287, Hirohito monte sur le trône sous le nom d'empereur Fushimi et Go-Fukakusa commence à régner en tant qu'empereur retiré, jusqu'en 1290 où il devient moine et se retire de cette position.
Son septième fils, le prince impérial Hisaaki devenant, entre autres, le huitième shogun de Kamakura, la position de la lignée Jimyōin-tō n'en est que renforcée.

## Èresde son règne
- Ère Kangen
- Ère Hōji
- Ère Kenchō
- Ère Kōgen
- Ère Shōka
- Ère Shōgen